# Szebenszky Anikó
Szebenszky Anikó (Tiszafüred, 1965. augusztus 12. –) magyar gyalogló.
Két egymást követő nyári olimpián szerepelt.

## Eredmények
| 1990-es atlétikai Európa-bajnokság | Split, Jugoszlávia                 | 16. | 10 km | 47:46    |
| 1995-ös atlétikai világbajnokság   | Göteborg, Svédország               | 23. | 10 km | 45:03    |
| 1996-os olimpiai játékok           | Atlanta, Amerikai Egyesült Államok | 27. | 10 km | 45:57    |
| 1997-es atlétikai világbajnokság   | Athén, Görögország                 | 6.  | 10 km | 44:14.94 |
| 1998-as atlétikai Európa-bajnokság | Budapest, Magyarország             | –   | 10 km | DSQ      |
| 1999-es atlétikai világbajnokság   | Sevilla, Spanyolország             | 28. | 20 km | 1:38:27  |
| 2000-es olimpiai játékok           | Sydney, Ausztrália                 | 29. | 20 km | 1:36:46  |

## Díjak
- Az év magyar atlétája (1997)

## Fordítás
Ez a szócikk részben vagy egészben  az   Anikó Szebenszky című angol Wikipédia-szócikk ezen változatának fordításán alapul.  Az eredeti cikk szerkesztőit annak laptörténete sorolja fel. Ez a jelzés csupán a megfogalmazás eredetét és a szerzői jogokat jelzi, nem szolgál a cikkben szereplő információk forrásmegjelöléseként.